# Station Warminster
Warminster is een spoorwegstation van National Rail in West Wiltshire in Engeland. Het station is eigendom van Network Rail en wordt beheerd door Great Western Railway. 